# Di sản tự nhiên
Di sản tự nhiên là tất cả các yếu tố trong đa dạng sinh học, bao gồm hệ thực vật và động vật và các dạng hệ sinh thái, cùng với sự liên kết các cấu trúc địa chất và các sự hình thành (đa dạng địa học).
Di sản là sự "kế thừa" từ các thế hệ trước, đã duy trì đến hiện nay, và dành cho các thế hệ tương lai. Thuật ngữ di sản tự nhiên có nguồn từ kế thừa tự nhiên, có trước thuật ngữ đa dạng sinh học.
Thuật ngữ được sử dụng ở Hoa Kỳ khi Jimmy Carter thành lập Georgia Heritage Trust khi ông là thống đốc bang Georgia, Hoa Kỳ.